# Jonathan Joss
Jonathan Joss (* 22. Dezember 1965 in San Antonio, Texas; † 1. Juni 2025 ebenda) war ein US-amerikanischer Schauspieler, Synchronsprecher und Musiker mit Wurzeln bei den Comanchen und den Westlichen Apachen (White Mountain Apache).

## Leben
Joss wurde in San Antonio um US-Bundesstaat Texas geboren, wo seine Eltern ein mexikanisches Restaurant führten. Er machte 1984 seinen Abschluss an der McCollum High School.  An der Our Lady of the Lake University (OLLU) machte er seinen Bachelor-Abschluss in Theaterwissenschaften.
Am 14. Februar 2025 heiratete er Tristan Kern de Gonzales.

### Wohnhausbrand
Am 23. Januar 2025 wurde Joss’ Haus in San Antonio durch ein Feuer zerstört, wobei drei seiner Hunde ums Leben kamen und ein vierter vermisst wurde. Zuvor kam es bereits zu Vandalismus und zusätzliche elektrische Probleme hatten Joss und seinen Partner dazu veranlasst, in einem Hotel zu übernachten.

### Polizeibeschwerden und Tod
Am 1. Juni 2025 fuhren Joss und sein Ehemann zu ihrem abgebrannten Haus, um die Post zu holen. Eine halbe Stunde vor seinem Tod wurde Joss von einem Nachbarn aufgenommen, wie er mit einer Mistgabel auf und ab lief und schrie. Ein Nachbar berichtete KSAT, dass ein Fahrzeug neben den Männern hielt und Joss mit dem Fahrer sprach. Anschließend kam es zu einer Konfrontation zwischen Joss und einem anderen Nachbarn, mit dem Joss einen langjährigen Streit hatte. Ein Zeuge gab an, drei Schüsse gehört und Joss mit Verletzungen an Hals und Oberkörper gesehen zu haben. Er wurde noch am Tatort für tot erklärt. Ein Verdächtiger wurde kurz darauf festgenommen und soll bei seiner Verhaftung gesagt haben: „Ich habe ihn erschossen.“
Nachbarn berichteten einem lokalen Fernsehsender, dass Joss und der Verdächtige über mehrere Jahre hinweg in Streit waren, aber dass es zuvor nie zu Gewalt gekommen war. Ein Vorfall bereits ein Jahr zuvor, am 8. Juni 2024, führte dazu, dass der Verdächtige die Polizei rief und angab, Joss habe eine Armbrust geschwungen. Die Berichte über den Waffengebrauch führten dazu, dass die Polizei Joss’ Waffen am 24. Mai 2024 beschlagnahmte.
Laut Gonzales hatte das Paar „mehrfach bei den Strafverfolgungsbehörden homophobe Belästigungen gemeldet, aber es wurde nichts unternommen“. Das SAPD bestätigte zudem, dass Joss in Nachbarschaftskonflikte verwickelt war und dass die polizeiliche Einheit für psychische Gesundheit „wiederholt versucht habe, Konflikte zu schlichten und ihn mit Dienstleistungen zu verbinden, die er möglicherweise benötigt habe“.
Joss starb im Alter von 59 Jahren an den ihm beigebrachten Schussverletzungen.

## Karriere
Erstmals vor der Kamera stand Joss in dem Film 8 Seconds. Es folgten zahlreiche Auftritte in Fernsehserien und Filmen. So spielte er im selben Jahr in sechs Folgen der Fernsehserie Walker, Texas Ranger Raymond Firewalker. Joss lieh der Figur „John Redcorn“ von Staffel 2 bis 13 der Zeichentrickserie King of the Hill seine Stimme und ersetzte den ursprünglichen Sprecher Victor Aaron, der 1996 verstorben war. Er verkörperte auch die wiederkehrende Rolle des Häuptlings Ken Hotate in Parks and Recreation.
Neben seiner Karriere vor der Kamera und als Synchronsprecher war Joss auch Musiker. Er spielte in der Band The Red Corn Band, als Anspielung auf die Figur, die er in King of the Hill sprach. In späteren Staffeln, inspiriert von Joss’ Bühnenauftritten, führten die Autoren von King of the Hill die fiktive Band Big Mountain Fudgecake ein, deren Frontmann Joss’ Charakter war. Er arbeitete mit der Graywolf Blues Band an den Songs „Boogey Man“ und „Still No Good“ zusammen, die auf dem Album Dancing in the Rain der Graywolf Blues Band veröffentlicht wurden.
2011 brachte Joss eine eigene Gewürzmischung auf den Markt.
Vor seinem Tod im Juni 2025 kehrte Joss für die Wiederbelebung von King of the Hill zurück und hatte bereits mit den Aufnahmen begonnen. Am 1. Juni, nur wenige Stunden vor seinem Tod, veröffentlichte er ein Instagram-Video, in dem er durch Austin spazierte und erwähnte, dass er bereits Dialoge für vier Folgen von King of the Hill aufgenommen hätte.
Zum Zeitpunkt seines Todes schrieb er an einer Western-Graphic Novel mit dem Titel Two Sides to Every Coin.
Im deutschen Sprachraum wurde Joss unter anderem von Oliver Feld, Stefan Gossler, Uwe Jellinek, Roman Kretschmer, Marco Kröger, Niko Macoulis, Torsten Münchow, Ronald Nitschke, Karl Schulz, Joachim Tennstedt und Josef Vossenkuhl synchronisiert.

## Auszeichnungen
Auf dem Golden Sparrow International Film Festival gewann Joss im Jahr 2022 den Best of Category Award in der Kategorie „Best Supporting Actor“ für Abduction of the Fourth Kind.

## Filmografie (Auswahl)
- 1994: 8 Seconds – Tödlicher Ehrgeiz (8 Seconds)
- 1994: Eine Frau für meinen Mann (The Substitute Wife, Fernsehfilm)
- 1994: Alptraum hinter verschlossenen Türen (Without Consent, Fernsehfilm)
- 1994: Texas – Kampf um die Freiheit (Texas, Fernsehfilm)
- 1994–1997: Walker, Texas Ranger (Fernsehserie)
- 1996: Dead Man’s Walk – Der tödliche Weg nach Westen (Dead Man’s Walk, Miniserie)
- 1997–2009: King of the Hill (Zeichentrickserie; Synchronisation)
- 1998: Winnetous Rückkehr (Fernsehfilm)
- 1998: Fast Helden (Almost Heroes)
- 1998: Pocahontas 2 – Die Reise in eine neue Welt (Pocahontas II: Journey to a New World, Zeichentrick; Synchronisation)
- 1999: Expedition der Stachelbeeren (The Wild Thornberrys, Zeichentrickserie; Synchronisation)
- 1999: Impala (Kurzfilm)
- 2001: Christmas in the Clouds
- 2003: Charmed – Zauberhafte Hexen (Charmed, Fernsehserie)
- 2004: Familie Johnson geht auf Reisen (Johnson Family Vacation)
- 2004: Emergency Room – Die Notaufnahme (ER, Fernsehserie)
- 2005: Die Liga der Gerechten (Justice League Unlimited, Zeichentrickserie; Synchronisation)
- 2005: Into the West – In den Westen (Into the West, Miniserie)
- 2008: In Plain Sight – In der Schusslinie (In Plain Sight, Fernsehserie)
- 2008: Les Enfants de Timpelbach
- 2008: Comanche Moon (Miniserie)
- 2010: Changes (Video)
- 2010: Friday Night Lights (Fernsehserie)
- 2010: True Grit
- 2011–2015: Parks and Recreation (Fernsehserie)
- 2014: The League (Fernsehserie)
- 2014: Manhattan Love Story (Fernsehserie)
- 2015: The Messengers (Fernsehserie)
- 2016: Ray Donovan (Fernsehserie)
- 2016: Die glorreichen Sieben (The Magnificent Seven)
- 2019: Chartered (Fernsehserie)
- 2021: The Forever Purge
- 2021: Bridgewater (Podcast)
- 2021: Harmony (Fernsehserie)
- 2022: Abduction of the Fourth Kind
- 2022: Grow Up
- 2022: Tulsa King (Fernsehserie)
- 2023: The Wraith Within
- 2023: Jhon Jatenjor’s Interviews (Fernsehserie)
- 2025: King of the Hill (Zeichentrickserie; Synchronisation)

## Computerspiele (Auswahl)
- 1996: Santa Fe Mysteries: The Elk Moon Murder
- 1997: Santa Fe Mysteries: Sacred Ground
- 2000: King of the Hill
- 2010: Red Dead Redemption
- 2015: Dirty Bomb
- 2016: The Walking Dead: Michonne
- 2019: Days Gone
- 2020: Wasteland 3
- 2020: Cyberpunk 2077
- 2023: Cyberpunk 2077: Phantom Liberty